# Kerr Batch Stone Circles Museum
Das Kerr Batch Circles Museum widmet sich den senegambischen Steinkreisen im westafrikanischen Staat Gambia, im Besonderen denen vor Ort in Kerr Batch.
Es zeigt Exponate der Fulani und Wolof, darunter Perlenketten, Fußkettchen und Musikinstrumente. Auch Werkzeuge zum Kochen, Angeln, und für die Jagd sowie für die Landwirtschaft. Zusammen illustrieren und erklären sie die Bedeutung der verschiedenen Gewerke in Gambia in der traditionellen gambischen Gesellschaft.

## Geschichte
Das Museum wurde am 12. Februar 2005 eröffnet.
Bei den ungewöhnlich heftigen Regenfällen im August bis September 2008, die von Windböen begleitet wurden, wurde unter anderem das Dach des Museums durch die starken Winde beschädigt. Darunter wurden auch die Exponate im Inneren beschädigt. Die Prinz-Claus-Stiftung für Kultur und Entwicklung unterstützte unter anderem die Wiederherstellung des Museums und auch die beschädigten Stätten Kunta Kinteh Island und das Gebäude der Compagnie Française d’Afrique Occidentale mit einer Gesamtsumme von 44.300 Euro.